# Trésor de Water Newton
Le trésor de Water Newton est un trésor  britto-romain en argent du IVe siècle. Il est découvert près de la ville romaine de Durobrivae, à Water Newton, dans le comté anglais du Cambridgeshire.
Il est constitué de vingt-sept objets en argent et une petite plaque en or. Les inscriptions situées sur plusieurs de ces objets suggèrent que l'ensemble peut avoir été utilisé dans une église et constituerait donc probablement le matériel liturgique chrétien en argent connu le plus ancien de l'empire romain.
Le trésor a été découvert lors du labourage d'un champ, en février 1975. Plusieurs objets ont été endommagés par le soc. Il fut probablement enterré par un habitant de la ville garnison fortifiée de Durobrivae. Il est constitué de neuf pièces d'argenterie, le reste étant des jetons votifs portant un labarum, de forme triangulaire pour la plupart. Les objets les plus grands sont des vases, des bols, des plats, une passoire et une coupe munie de deux anses utilisée comme  calice.

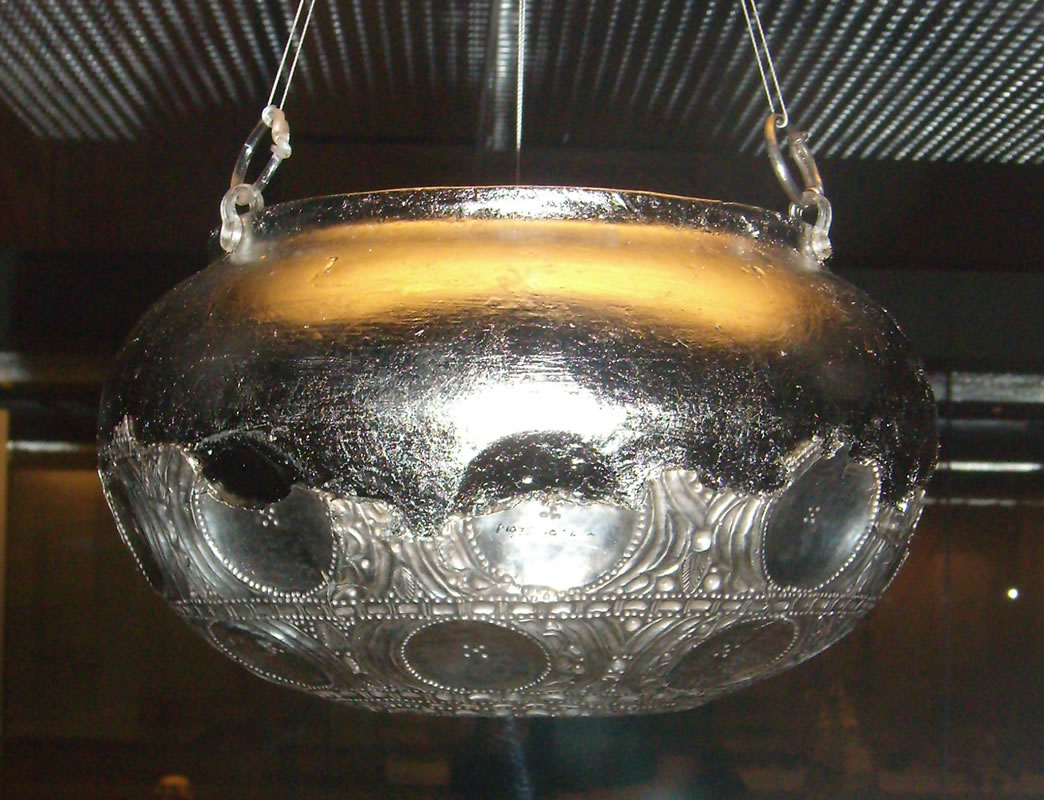
Coupe suspendue
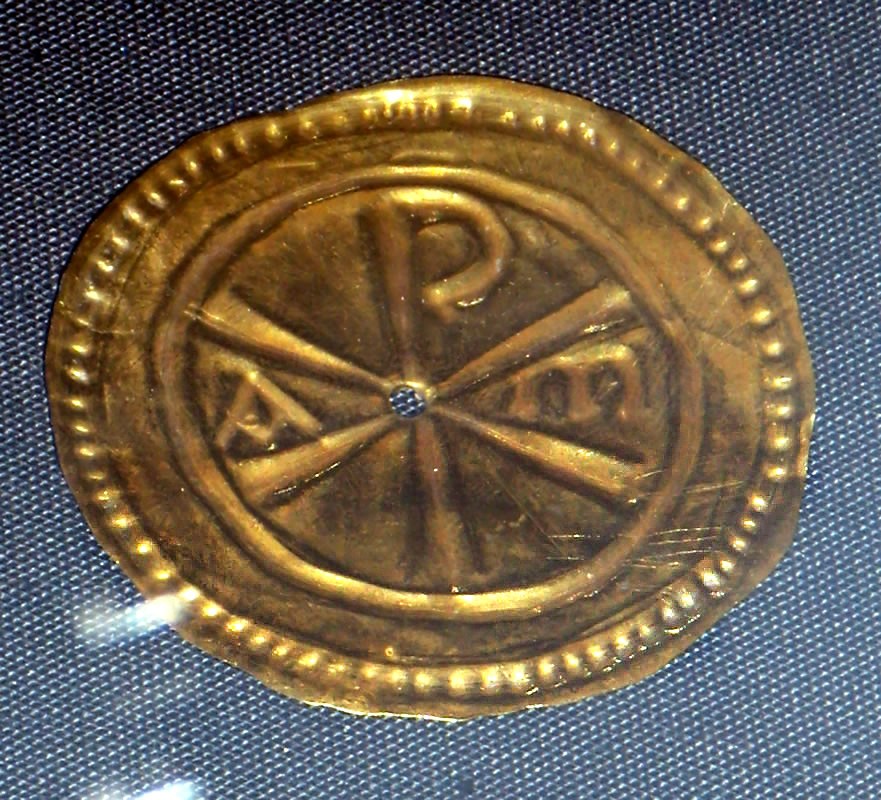
Plaque votive avec chrisme, seul objet en or
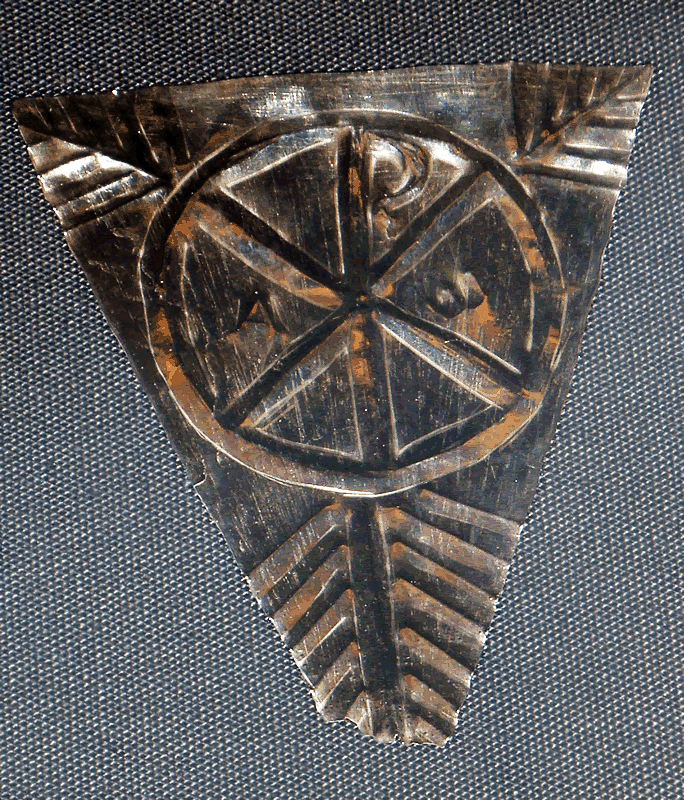
Plaque votive en argent, typique de ce trésor
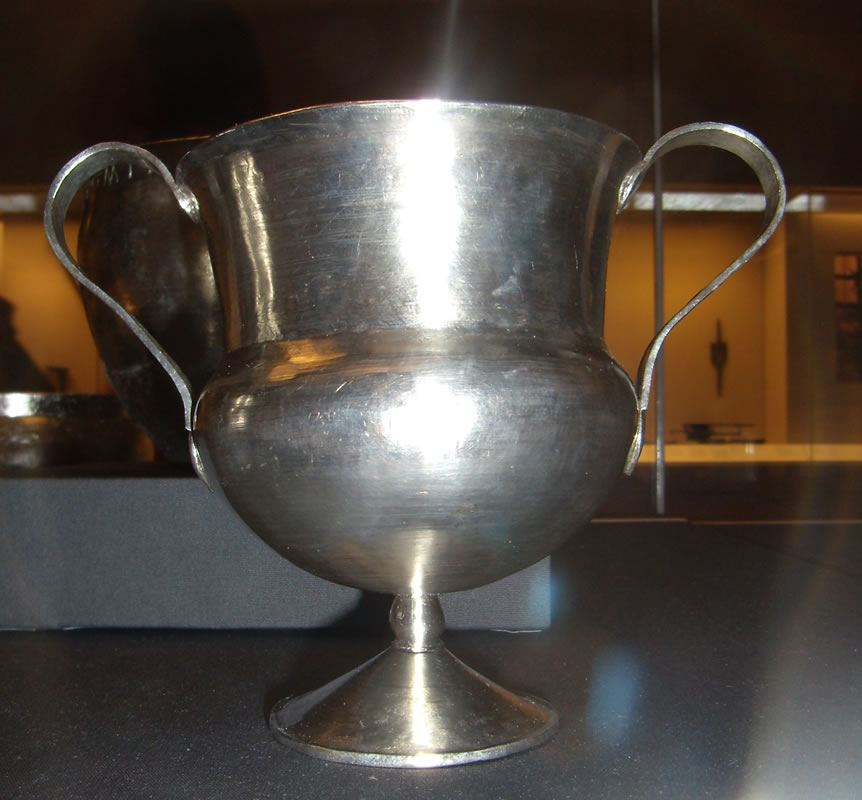
Canthare en argent
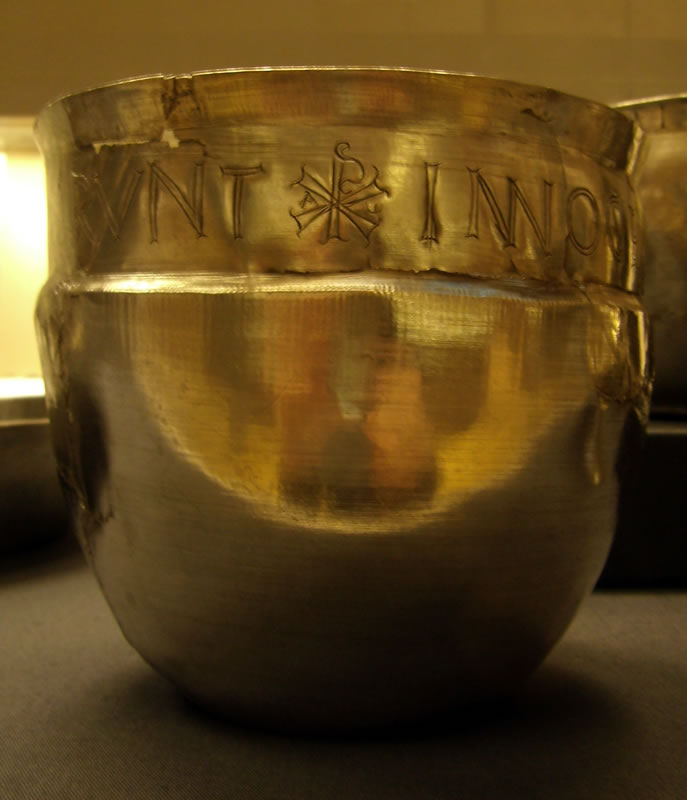
Coupe en argent